# Hrabstwo Gogebic
Gogebic – hrabstwo w stanie Michigan w USA. Siedzibą hrabstwa jest Bessemer.

## Miasta
- Bessemer
- Ironwood
- Wakefield

## CDP
- Marenisco
- Watersmeet

## Hrabstwo Gogebic graniczy z następującymi hrabstwami
- północ – hrabstwo Ontonagon
- wschód – hrabstwo Iron
- południe – hrabstwo Vilas
- południowy zachód – hrabstwo Iron, w stanie Wisconsin
- północny zachód – hrabstwo Ashland, w stanie Wisconsin